# Китсон (округ)
Ки́тсон (англ. Kittson County) — округ в штате Миннесота, США. Административный центр и крупнейший город — Халлок. По переписи 2000 года в округе проживают 5285 человек. Площадь — 2858 км², из которых 2841,4 км² — суша, а 16,6 км² — вода. Плотность населения составляет 2 чел./км².

## История
Округ был основан в 1878 году.